# Бен-Гур (фільм, 1959)
«Бен-Гур» (англ. Ben-Hur, 1959) — американський епічний фільм режисера Вільяма Вайлера, знятий за романом американського письменника Льюїса Воллеса. Прем'єра відбулась у Нью-Йорку 18 листопада 1959. Фільм здобув 11 премій «Оскар» і часто визнавався найкращим історичним фільмом. На 1 березня 2024 року фільм займав 188-му позицію у списку 250 кращих фільмів за версією IMDb. Дітям рекомендується перегляд спільно з батьками.

## Сюжет

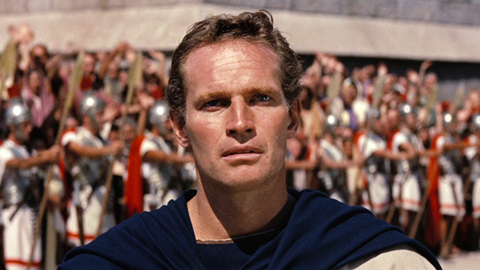
Чарлтон Гестон у ролі Бен-Гура

Фільм починається сценою перепису населення в Юдеї часів Римської імперії. Слідуючи за промінням Вифлеємської зірки, четверо царів відвідують родину Йосипа і Марії, в яких народився Ісус.
У 26 році н. е. в Єрусалимі проживає багатий принц і купець Юда Бен-Гур. Донька його раба, Естер, закохана в Бен-Гура, але не може бути з ним парою. Друг Юди Мессала, ставши трибуном, повертається з Риму після семи років відсутності командувати гарнізоном. Йому доповідають, що місцеве населення ненавидить римлян і слухає якогось Ісуса. Мессала обіцяє навести лад, прагнучи вислужитися перед імператором. Він зустрічається з Бен-Гуром і сподівається, що той переконає юдеїв коритися римлянам. Після розмови друзі сваряться, позаяк Юда виступає за свободу юдеїв, а Мессала вірить в право римського імператора та його армій завойовувати інші землі задля поширення цивілізації.
Невдовзі відбувається парад на честь нового губернатора Юдеї, Валерія Грасса. Випадково на губернатора падає черепиця з будинку Бен-Гура, мало не вбиваючи високопосадовця. Мессала, бачачи в Юді загрозу римській владі в цих землях, звинувачує його в замаху на вбивство. Він кидає його з родиною до в'язниці, звідки Бен-Гур тікає, щоб переконати Мессалу помилувати матір і сестру, але той лишається невблаганним. Трибун засилає колишнього друга гребцем на галери, Юда клянеться помститися.
Через три роки Бен-Гур опиняється на флагмані консула Квінта Аррія, що прямує розбити македонських піратів. Зауваживши його волю і дисциплінованість, Квінт пропонує Юді вирушити з ним до Риму і стати гладіатором. Той відкидає пропозицію зі словами, що тільки Бог спрямує його задля звершення відплати. Корабель зазнає нападу піратів і тоне, Квінт, думаючи, що бій програно, намагається накласти на себе руки. Бен-Гур допомагає рабам звільнитися та уникнути смерті, після чого рятує Квінта. Скоро їх підбирає римське судно, де консулу доповідають про перемогу над піратами. В подяку за порятунок консула імператор Тиберій звільняє Бен-Гура з галер і віддає Квінту як раба. Той усиновлює Бен-Гура, позаяк втратив рідного сина, і заповідає йому спадок.

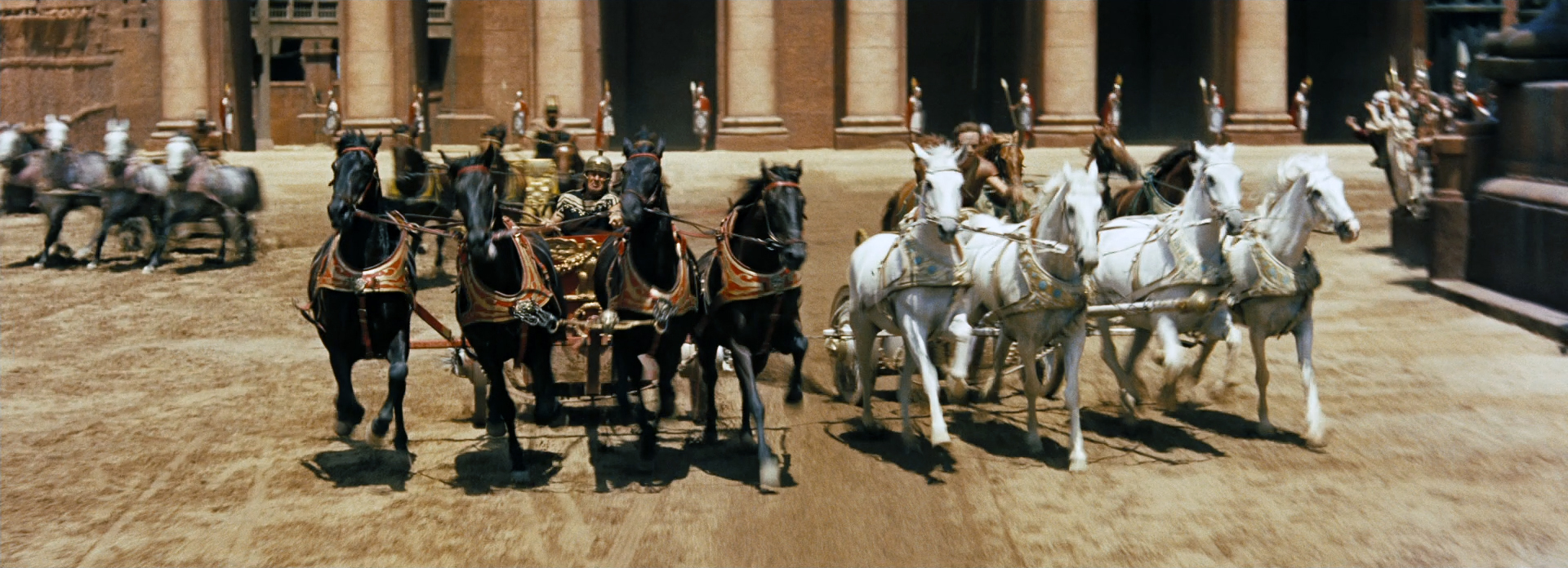
Перегони колісниць

Минає рік, Юда сумує за родиною і батьківщиною та повертається в Юдею. Він зустрічає одного з чотирьох царів, котрий радить йому не перейматися помстою — Бог відплатить Мессалі. Юду запрошують взяти участь у перегонах на честь нового губернатора Понтія Пілата. Юда відвідує родину та дізнається, що Естер досі кохає його і вимагає звільнення матері й сестри. Але йому приносять невтішні новини — Міріам з Тірзою захворіли на проказу і вигнані з міста. Ті просять сказати Юді ніби вже мертві. Це змінює думку Бен-Гура, він вирушає на перегони колісниць, щоб там помститися Мессалі.
На перегонах Мессала керує колісницею з лезами на колесах, завдяки чому легко ламає колісниці противників. Він намагається усунути й Бен-Гура, але сам смертельно раниться і Юда виграє перегони. Перед смертю Мессала розкриває Юді, що його рідні насправді живі й страждають від прокази. Той вирішує піти до табору прокажених відвідати їх, попри загрозу заразитися самому. Дізнавшись про пророка Ісуса Христа і чуда, які він творить, Бен-Гур переконує матір і сестру піти до нього. Та в цей час починається суд над Ісусом у Понтія Пілата. Бен-Гур, Міріам і Тірза встигають побачити Христа вже розіп'ятим. Але починається дощ і Міріам з Тірзою чудесним чином зцілюються. Родина возз'єднується та повертається до свого будинку.

## У ролях
- Чарлтон Гестон[2] — Бен-Гур
- Стівен Бойд — Мессала
- Марта Скотт — Міріам
- Кеті О'Доннелл — Тірза Бат-Гур
- Гайя Гараріт — Есфір
- Сем Джаффе — Сімонід
- Джек Гокінс — Квінт Аррій
- Теренс Лонгдон — Друз
- Г'ю Гріффіт — Шейк Ілдерім
- Френк Трінг — Понтій Пілат
- Клод Гітер — Ісус Христос
- Марина Берті — Флавія

## Створення
- «Бен-Гур» став третьою екранізацією роману Лью Воллеса. Попередні виходили в 1907 і 1925 роках.
- Продюсер Сем Цимбаліст заплатив режисерові Вільяму Уайлеру 1 мільйон доларів за роботу над «Бен-Гуром», небачені гроші на ті часи.
- Для зйомок були запрошені актори з восьми країн, перевага віддавалася європейським аристократам.
- У масовці фільму взяло участь 50 тис. людей (мешканці кількох італійських сіл), з них тільки 15 тис. — в перегонах на колісницях.
- Для підтримки життя масовки студія MGM вибудувала спеціальні павільйони, де 5 тис. статистів запросто могли пообідати за 20 хвилин.
- Італійки надіслали творцям фільму понад 160 кілограмів волосся для виготовлення перук і накладних борід.
- Для знімання батальних сцен MGM хотіла використати точну копію римського корабля. Побудований човен протримався на поверхні води лише кілька хвилин. Перша ж крихітна хвиля його перевернула. Тож довелося перемістити «стародавнє» судно до спеціальної водойми й управляти ним за допомогою канатів.
- Щоб перетворити водойму з водою коричневого кольору у справжнє Середземне море, довелося викликати хіміка. Той висипав якусь речовину — і вода стала блакитною. Зате кожен, хто під час битви падав за борт, довгий час не міг відмитися.
- Творці фільму намагалися зрозуміти, який вигляд мав колись єрусалимський стадіон. Перший археолог відповів — як римський, другий — як фінікійський, третій взагалі здивувався, що в Єрусалимі був стадіон. Отже, вирішили зробити його таким же, як у фільмі «Бен-Гур» 1925 року.
- Після знімання всі декорації були зруйновані.
- У фільмі немає жодної закінченої історії, взятої з Біблії. Там є дві сцени, які відповідають деяким фактам, викладеним у Новому завіті.
- У стародавній Юдеї ніколи не було титулу «принца», який носить у фільмі Юда Бен Гур. Проте з джерел відомий знатний юдейський рід Гурів, можливо, скіфського або іранського походження (напр. ім'я знаменитого перського царя V ст. Н. Е. Бахрама (Варахрана) Гура, тобто «вовка»). Стародавні скіфи в VII ст. до н. е. здійснили похід у Палестину, заснувавши там місто Скифополіс.
- У фільмі немає жодного достовірного факту з римської історії, крім факту призначення Понтія Пілата прокуратором Юдеї. Морський бій римських кораблів Квінта Аррія (Джек Хокінс) з «македонськими галерами» не міг мати місця в 30-х роках I століття нашої ери, тому що Македонія на той час була провінцією Римської імперії ось вже майже 200 років.
- Сам Спаситель не раз з'являється у фільмі, проте, аж до сцени Свого розп'яття на хресті, Він ні разу не показує своє обличчя, і глядачі бачать Його або зі спини або збоку.
- У СРСР фільм не демонстрували через те, що його сюжет прив'язаний до подій Нового Заповіту.
- Цей фільм мав урятувати студію MGM від банкрутства. І врятував — при бюджеті в 15 млн дол. він зібрав по світу 70 млн дол.

## Премії
Картина дістала 11 «Оскарів» у наступних номінаціях:
- Найкращий фільм
- Найкращий режисер — Вільям Вайлер
- Найкращий актор — Чарлтон Гестон
- Найкраща чоловіча роль другого плану — Г'ю Гріффіт
- Найкраща операторська робота
- Найкращий художник — Вільям Аллен Хорнінг
- Найкращі художники по костюмах
- Найкращий звук
- Найкращі спецефекти
- Найкращий монтаж — Джон Даннінг, Ральф Вінтерс
- Найкращий саундтрек для драматичних / комедійних картин

За загальною кількістю нагород з фільмом «Бен-Гур» можуть зрівнятися тільки 2 картини: «Титанік» (1997) режисера Джеймса Кемерона і «Володар перснів: Повернення короля» (2003) режисера Пітера Джексона.
Крім «Оскарів», фільм Вільяма Вайлера здобув 5 премій «Золотий глобус» (найкращий фільм, найкращий режисер, найкраща чоловіча роль другого плану та спеціальна премія Ендрю Мартону за постановку сцени перегонів на колісницях) і премію Британської академії кіно і телевізійних мистецтв «BAFTA» за найкращий фільм.

## Технічні дані
- Кольоровий, широкоформатний, зі стереозвуком
- 6100 метрів

## Інші версії фільму
- В 1925 році було знято німе кіно «Бен-Гур: історія Христа» (режисер Фред Нібло).[3]
- 15 лютого 2003 року був представлений 80-хвилинний мультиплікаційний фільм.[4]
- В 2010 році був знятий фільм з Джозефом Морганом у головній ролі.[5]